# ポピュリズムの一覧
ポピュリズムの一覧（ポピュリズムのいちらん）は、ポピュリズムとされる思想、ポピュリストとされる政党または人物をまとめる。

## 思想
- ネオポピュリズム（スペイン語版）
- テクノ・ポピュリズム
- 感情価ポピュリズム（英語版）
- 儀礼的ポピュリズム（英語版）
- 司法ポピュリズム（英語版）
- 刑罰ポピュリズム（英語版）
- 左派ポピュリズム
- 右派ポピュリズム
- 財政ポピュリズム[1][2]
- 中道ポピュリズム（英語版）
- リバタリアンポピュリズム（中国語版）

## ポピュリズム政党
- 国民民主党[3][4][5][6][7][8]
- みんなでつくる党[9]
- 再生の道
- 躍動の会

### 右派ポピュリズム政党
- リフォームUK
- イタリアの同胞
- ドイツのための選択肢
- 日本維新の会
- 日本保守党
- 参政党
- オーストリア自由党

### 左派ポピュリズム政党
- 五つ星運動
- れいわ新選組
- 国民民主主義党
- 不服従のフランス

## ポピュリストとされる人物
- ドナルド・トランプ[10]
- 石丸伸二[11]